# Dorota Dukwicz
Dorota Dukwicz – polska historyk, doktor habilitowana nauk humanistycznych, profesor w Instytucie Historii im. T. Manteuffla PAN, badacz dziejów politycznych XVIII wieku, redaktor Kwartalnika Historycznego.

## Życiorys
Absolwentka VI LO im. Tadeusza Reytana w Warszawie. Ukończyła studia historyczne w Instytucie Historycznym Uniwersytetu Warszawskiego, gdzie uczęszczała na seminarium prof. Zofii Zielińskiej, pod kierunkiem której napisała pracę magisterską. 
Studia doktoranckie odbyła w Instytucie Historii PAN, gdzie obroniła doktorat w 2008, przygotowany pod kierunkiem prof. Wojciecha Kriegseisena. 
Zatrudniona (od 2007) w Instytucie Historii PAN. 

## Wybrane publikacje

### Monografie i edycje źródłowe
- Na drodze do pierwszego rozbioru. Rosja i Prusy wobec Rzeczypospolitej w latach 1768–1771, Warszawa 2022, Wydawnictwo IH PAN[3]
- Rosja wobec Sejmu Rozbiorowego Warszawskiego (1772-1775), Warszawa 2015, Wydawnictwo IH PAN[4]
- [wspólnie z E. Zielińską] Entretiens du roi Stanislas Auguste avec Otto Magnus von Stackelberg (1773–1775), Warszawa 2017, Wydawnictwo IH PAN[5]

### Artykuły
- Publication of Prussian Diplomatic Materials in the Sbornik Imperatorskogo Russkogo Istoricheskogo Obshchestva as a Tool of the Politics of History of the Russian Empire: Remarks on the Completeness of the Edition, „Kwartalnik Historyczny”, vol. CXXVII, no. 4/2020 English-Language Edition, 2020[6]
- „l’humanité [...] m’oblige à contribuer aux progrès de l’instruction en Pologne” - czyli o kulisach ustanowienia Komisji Edukacji Narodowej, „Przegląd Historyczny” 109, 2018, 1[7]
- Czy rozbiór był wstrząsem? Problem reakcji społeczeństwa szlacheckiego Rzeczypospolitej na zabór części terytorium oraz utratę suwerenności w okresie pierwszego rozbioru, w: „My i oni”. Społeczeństwo nowożytnej Rzeczypospolitej wobec państwa, red. W. Kriegseisen, Warszawa 2016, Wydawnictwo IH PAN[8]
- Warsztat badacza wieku XVIII w „Historyce” Władysława Konopczyńskiego, w: Władysław Konopczyński jako badacz dziejów XVIII wieku, red. Z. Zielińska, W. Kriegseisen, Warszawa 2014, wyd. Instytut Historii Polskiej Akademii Nauk, Instytut Historyczny Uniwersytetu Warszawskiego[9]
- Sekretne wydatki rosyjskiej ambasady w Warszawie w latach 1772-1790, w: Gospodarka, społeczeństwo, kultura w dziejach nowożytnych. Studia ofiarowane Pani Profesor Marii Boguckiej, red. A. Karpiński, E. Opaliński, T. Wiślicz, Warszawa 2010, Wydawnictwo DiG[10]